# Vaholmen

Vaholmen, på vissa kartor stavat Vadholmen, är en ö i östra Vänern. Ön är belägen i Sjötorpsviken och utgör ett naturligt skydd för den tidigare lasthamnen Timmerviken. Vaholmen är trädbeväxt, cirka 0,03 km² stor och har en omkrets på ungefär 800 m. Ön har aldrig varit bebodd, men här finns en anlagd pir som ytterligare skydd för Timmervikens lastkaj. Fritidsbåtar kan angöra öns västra sida.
På den skyddade sydsidan av Vaholmen vilar flera skeppsvrak.